# 貝珠衣

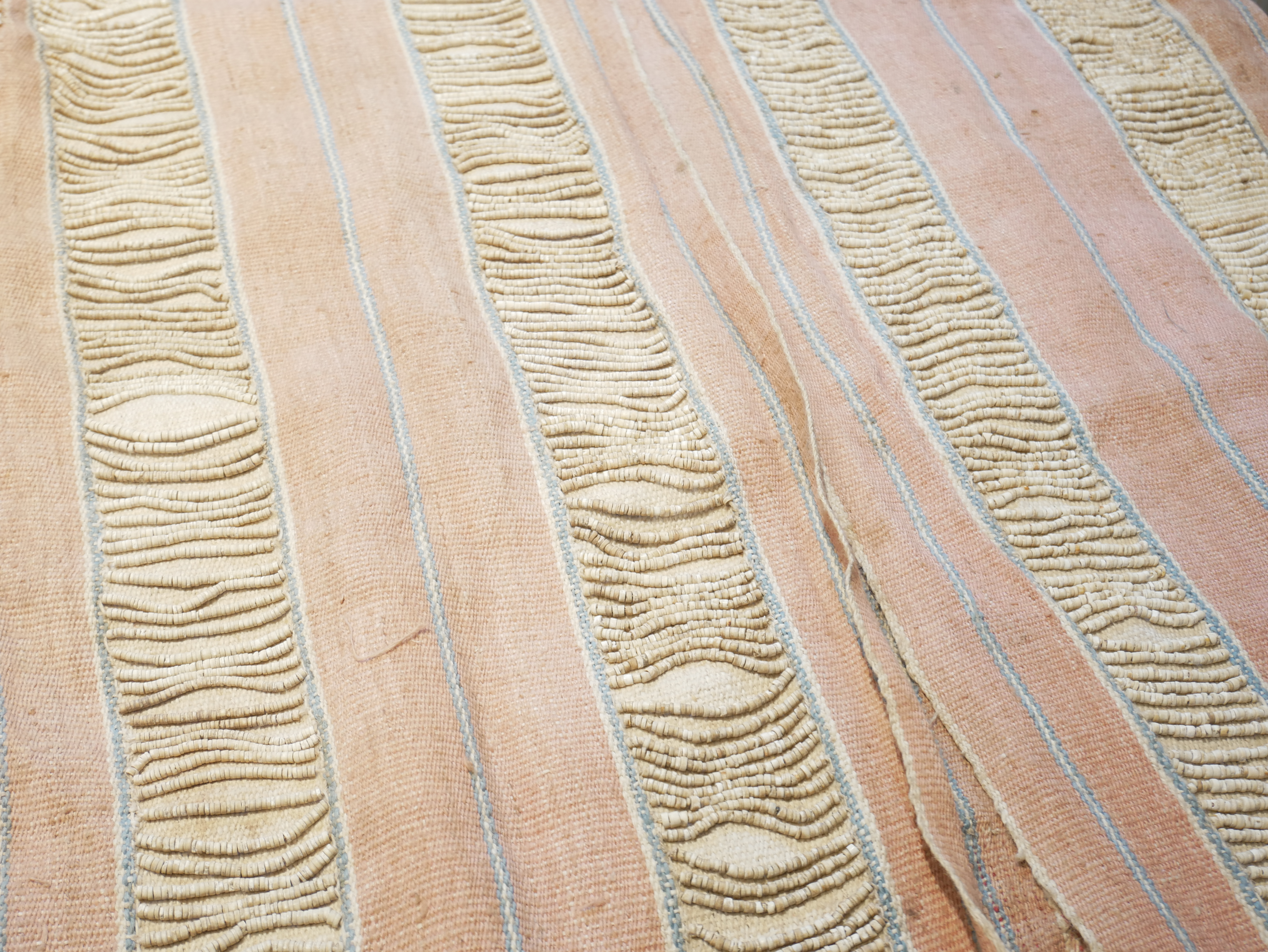
貝珠（臺北市立文獻館藏）

貝珠衣是泰雅族獨特的衣飾文化，其族語有寶貴衣裳或金衣裳等意思，昔日只有馘首勇士、頭目、族長，以及能織出此種長衣的女性等才有資格穿著。在傳統泰雅族文化中，貝珠衣除了是尊貴社會地位的象徵，亦為交易的媒介、婚嫁時的聘禮、衝突時的賠禮等，具有豐富的社會文化意義。

## 外型與特徵
由硨磲貝製作而成的白貝珠，再橫綴或縱綴裝飾在麻織布上，貝珠間彼此並排對齊。傳統貝珠長衣在形制上為無領、無袖、前開、對襟、無釦、縫腋之長衣，在以麻線織成的布面上綴有貝珠串，並織有褐色麻線和藍、紅色毛線；一件貝珠長衣約需要數萬粒的貝珠綴飾，最多可達到12萬粒，一般可重達約三、四公斤，最重達六、七公斤。 貝珠衣雖具衣服的形式，因其重量甚重，一般很少作為日常的服飾，而凸顯其作為貨幣、交易及聘禮等的功能。製作貝珠服飾的工藝又稱作「織貝」；除傳統貝珠長衣外，貝珠服飾另有珠帽、珠裙、胸兜、護腳布、頸鍊、腕鍊、腿飾等形式。

## 功能用途與社會意涵
貝珠衣具有以下幾點功能與其背後的社會意涵：
1. 身分財富的象徵 : 貝珠衣是泰雅族部落中最貴重的服飾，通常只有頭目、族長、出草馘首最多的勇士才能穿著，和參加盛會時或結婚男女才可以穿著。[6]
2. 交易的媒介 : 貝珠衣有類似貨幣的功能，早期的泰雅族會以「以物易物」的交易模式來進行經濟行為。
3. 支付婚嫁時的聘禮 : 由於貝珠衣的重量之重導致穿上也無法正常行走，漸漸失去其衣服功用，所以常用於當作支付婚嫁時的聘禮，如果女方家屬疼惜嫁女，會要兩件貝珠衣，若相反，則要求七件。
4. 傷害人命的賠償費 : 由於其貴重的價值，所以也被用來當作不法行為之賠禮。
5. 婦女織布技巧程度的最高級別 : 製作的過程非常困難，要縫製數萬顆珠子在裙襬上，非常貴重，作工精細，唯有技巧高超的婦女才有辦法製作貝珠衣。

根據1915年《蕃族調查報告書》的記載，位於今桃園縣復興鄉的大嵙崁部落過去男方甚至要給女方五十至一百件的珠裙聘禮；若無聘禮，則可用勞力換娶，在婚後須住女方家工作數年，獲許可後，才可將妻子帶回家。離婚時，妻子須還二十件左右的珠裙給丈夫。假設若再婚，則只要四、五件珠裙即可。
根據1803年秦貞廉在《漂流臺灣秀姑巒之記》書中所描述的，這些貝珠可能係由阿美族婦女所做，再與山上的泰雅族人交易而來。泰雅族傳統上即以織布的精巧來評定婦女的社會地位與才能，織布技巧精湛者，其紋面的部位愈大，地位也愈高；若不會織布，則無法成家。
貝珠衣屬於泰雅族群中最貴重的服飾，由於其製作過程繁複，且貝材取得不易，傳統形式的貝珠衣在現存社會中已不多見。

## 製作方法
貝珠的來源是硨磲貝，但是現今硨磲貝被列為華盛頓公約的保育類物種，現在開採已是不可能，所以此泰雅族傳統工藝漸漸流失。

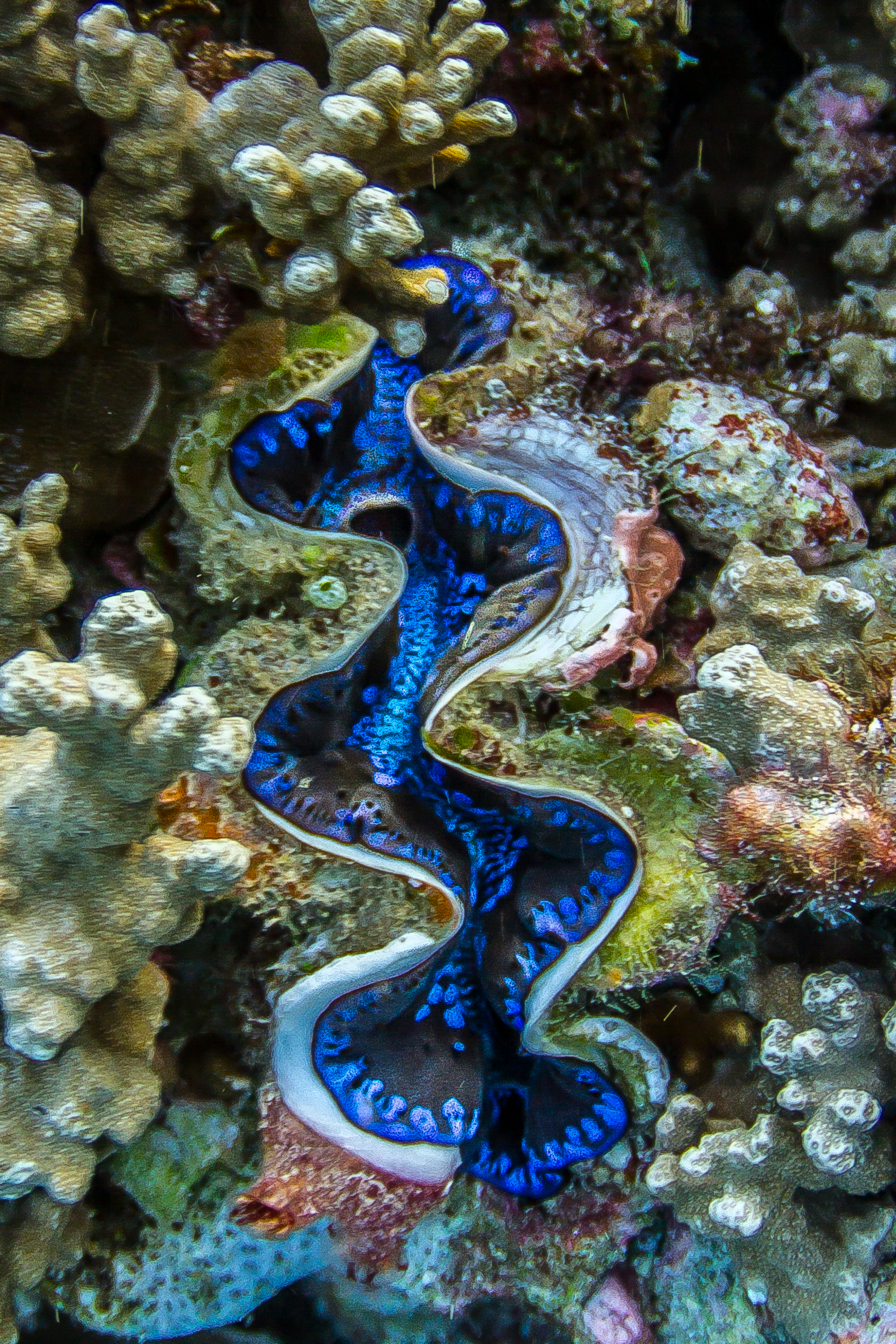
硨磲貝

貝珠衣是兩個族群工藝結合的成果，貝珠的來源是阿美族人從靠海的部落採集到的硨磲貝製成，阿美族婦女會將硨磲貝製作成貝珠，而泰雅族的族人即是他們的交易對象。泰雅族人會用布去交換阿美族作的貝珠，經兩部落間的交換，再由擅長編織的泰雅族婦女，花上數年的時間將貝珠織綴入衣服製成貝珠衣。

## 復振之路
由於近年來原住民運動興盛，許多部落便開始了對自身原住民傳統文化的復振運動。而貝珠衣的復振有以下幾點案例說明：

### 苗栗象鼻部落的野桐工坊
在尤瑪．達陸的帶領下，重製許多泰雅族傳統服飾、飾品，包含貝珠衣等，並聯絡各方資源和臺灣各大博物館的合作。如國立臺灣博物館、新北市立十三行博物館、新北市立烏來泰雅博物館、國史館臺灣文獻館、國立臺灣史前文化博物館等。目前多家博物館均保存、展示重製過程，讓原住民族傳統工藝的美學與族群文化得以延續。

### 兒路藝術創作工寮
太魯閣族藝術家東，冬．侯溫帶領一群部落的青少年在東華大學內開設貝珠工藝製作營，其特色是選用白瓷來代替貝珠作為材料，課程除了介紹貝珠衣的歷史淵源以外，有更多的實務上的操作。

## 各種形式的貝珠服飾
- 長衣
- 頸鍊
- 胸兜
- 珠裙
- 護腳布
- 前遮布
- 珠帽
- 頭飾
- 耳飾
- 腕飾
- 臂飾
- 腿飾[9]